# Zavíráme krám
Zavíráme krám (v anglickém originále Exit Through the Kwik-E-Mart) je 15. díl 23. řady (celkem 501.) amerického animovaného seriálu Simpsonovi. Scénář napsal Marc Wilmore a díl režíroval Steven Dean Moore. V USA měl premiéru dne 4. března 2012 na stanici Fox Broadcasting Company a v Česku byl poprvé vysílán 19. července 2012 na stanici Prima Cool.

## Děj
Homer koupí Marge k narozeninám kuchyňský hnětač, a má navíc v plánu ho nechat podepsat od ženy na krabici. Paula Paulová pořádá autogramiádu v místním supermarketu, kde nabídne Homerovi, že by mohla Marge zavolat zítra v přímém přenosu z jejího pořadu.
Líza daruje Marge zástěru se sonetem a od Barta Marge dostane králíka, kterého měla jako malá. Na řadě je dar od Homera, ale ten chce nejprve počkat, až zazvoní telefon. Už je to několik hodin a telefon stále nezvoní. Naštvaný Homer strhne balicí papír z krabice a vysvětlí Marge, že jí měla Paula zavolat ze své show. Homer zjišťuje, že telefon nefunguje, protože dráty jsou překousané od králíka, a že Paula nechala na záznamníku několik zpráv. Bart zapíná televizi, kde Paula v pořadu prohlašuje, že nenávidí Marge, protože jí nezvedla telefon. Homer donutí za trest vlézt Barta do králičí klece. Když ho ale chce večer pustit, Bart ven nechce, a tak ho z ní Homer musí vyklepat.
Bart se mu chce pomstít, a tak vytvoří šablonu Homerova obličeje s nápisem „hňup“ a chce ho nasprejovat všude po městě. Milhouse jde s ním. Ráno je Homerův obličej po celém městě. Když jede Homer ráno do práce, obličejů si všimne, ale nedochází mu, že je to on. Večer je Bartovo dílo dokonce ve zprávách a Kent Brockman ho nazve „Tlusťoch“. Policie prý po neznámém sprejerovi pátrá. Náčelník Wiggum ho nazve břídilem, protože šlo pouze o jednorázovou akci, čímž Barta vyprovokuje k další akci.
Bart s Milhousem v noci tedy podnikají další akci. Když jdou vyhodit vypotřebované spreje do kontejneru, osloví je čtyři zahalené osoby. Dají se na útěk, ale Milhouse si místo inhalátoru stříkne modrý sprej a oba se musejí zastavit. Jsou dostiženi, a jak se ukazuje, pronásledovali je pouliční umělci, kteří Bartovi gratulují. Rádi by vystavili jeho umění v galerii. Bart nejprve váhá, ale pak si vzpomene na Homera a nabídku přijímá.
Když se Homer a Bart procházejí po ulici, Homerovi dojde, že Tlusťoch je on. V noci jde za spícím Bartem a začne ho škrtit. Pak ale přestane a začne se litovat. Na výstavu Homer nepřijde, nechce se mu tam. Bart se mu jde omluvit a sprejem mu napíše na kapotu „Omlouvám se“. Oba se vrátí zpět na výstavu a Bart má proslov. Uprostřed tohoto proslovu ho zatkne náčelník Wiggum za ničení veřejného prostranství. Jak se ukazuje, celá výstava byla podvodem. Pouliční umělci, které potkal v noci, byli ve skutečnosti policisté v utajení. Ve vězení Bart ale nakonec neskončí.

## Produkce
Díl napsal Marc Wilmore a režíroval jej Steven Dean Moore. Pohrává si s diskutovaným statusem street artu jako skutečné formy umění. Název je odkazem na dokumentární film Exit Through the Gift Shop (2010) o pouličním umění od graffiti umělce Banksyho, který vytvořil úvodní pasáž dílu Simpsonových Bartball (2010). Píseň Richarda Hawleyho „Tonight The Streets Are Ours“, která je znělkou filmu Exit Through the Gift Shop, je v epizodě zařazena během montáže Barta malujícího graffiti ve Springfieldu. Hayden Childs z The A.V. Clubu ve své recenzi na díl poznamenal, že „odhalení, že umělecká výstava byla policejním zátahem, dává seriálu příležitost zažertovat si na téma anti-art marketu z Exit Through The Gift Shop. Wiggum se ptá, kdo by byl tak hloupý, aby platil za dílo, které amatér vystaví zdarma na veřejnosti, a odpověď zní, stejně jako v Banksyho filmu, velmi bohatí, zde zastoupení panem Burnsem“.
Americký pouliční umělec Shepard Fairey hostoval ve dílu v roli sebe sama. Graffiti s Homerovým obličejem a slovem „hňup“, které Bart v epizodě vytváří, je odkazem na Faireyho plakát Baracka Obamy „Hope“ a jeho obraz OBEY Giant. Fairey uvedl, že Simpsonovi jsou od počátku 90. let jedním z jeho nejoblíbenějších televizních pořadů díky „směsi humoru a sociálního komentáře“ a že se cítil „hluboce poctěn“, když byl do epizody zařazen. Fairey na svých webových stránkách napsal, že „součástí účasti v Simpsonových je, že jste poctěni jako referenční bod v kultuře“. Děj epizody popsal jako „skvělý“ a dodal, že členové štábu seriálu „byli tak laskaví, že vyhověli několika mým návrhům na dialogy, které měly za cíl učinit společenský komentář ostřejším (i když jsem si kvůli tomu musel udělat legraci sám ze sebe)“. Jednalo se o Faireyho první dabérský výkon. V epizodě hostovali také pouliční umělci English, Scharf a Conal, kteří ztvárnili sami sebe.
Tradiční úvodní pasáž seriálu Simpsonovi byla v této epizodě nahrazena přepracovanou verzí, která parodovala úvodní část středověkého fantasy seriálu HBO Hra o trůny. Úvodní pasáž Hry o trůny ukazuje různá místa, která se v seriálu objevují, na trojrozměrné mapě fiktivního kontinentu Westeros. V úvodu Simpsonových byly tyto lokace nahrazeny místy ve Springfieldu a Zeď byla nahrazena gaučem rodiny Simpsonových. Znělku, jež se objevila v úvodu seriálu Hra o trůny, zaranžoval skladatel Simpsonových Alf Clausen a použil ji i v úvodu Simpsonových. Nicholas McKaig, známý nahráváním a cappella coververzí slavných písní na YouTube, přednesl znělku Simpsonových při závěrečných titulcích dílu. Byl najat poté, co jeden ze zaměstnanců seriálu viděl jeho cover znělky Simpsonových na YouTube.

## Přijetí
Díl byl původně vysílán na stanici Fox ve Spojených státech 4. března 2012. Během tohoto vysílání jej sledovalo přibližně 5,09 milionu lidí a v demografické skupině dospělých ve věku 18–49 let epizoda získala rating Nielsenu 2,5 a 7% podíl. Epizoda se stala druhým nejsledovanějším vysíláním v rámci bloku Animation Domination stanice Fox pro daný večer, a to jak z hlediska celkové sledovanosti, tak v demografické skupině diváků ve věku 18–49 let. Díl se umístil na 25. místě ve sledovanosti mezi všemi vysíláními v hlavním vysílacím čase v demografické skupině 18–49 a na 7. místě mezi všemi vysíláními stanice Fox v hlavním vysílacím čase.
Televizní recenzent Hayden Childs z The A.V. Clubu udělil epizodě hodnocení B s komentářem, že díl byl „poněkud zábavný a mnohem ucelenější než mnoho posledních epizod, ale satira je poměrně mírná. Epizoda se trochu kroutí při hledání sladkého konce, ale jinak je dostatečně solidní.“
Kritici chválili úvodní pasáž, která paroduje Hru o trůny. Tim Surette z TV.com ji označil za „minutu geniality“ a Brandon Freeberg z MTV napsal: „Gratuluji Mattu Groeningovi a jeho štábu, že tohle opravdu odrovnali.“. Jenna Buschová ze Zap2it a Kelly Westová z Cinema Blend, obě fanynky Hry o trůny, označily úvod za nejlepší v historii seriálu. Eric Goldman z IGN se vyjádřil: „Ach, Simpsonovi. Vždycky tu pro nás s chytrou/milou parodií na něco, co všichni milujeme. Tak tomu bylo i včera večer, kdy animovaný seriál zahájil epickou úvodní titulkovou část, která nám nabídla Springfieldem inspirovanou verzi úžasných titulků seriálu Hra o trůny.“.